# Joseph Weydemeyer
Joseph Arnold Weydemeyer (2 de febrero de 1818, Münster - 26 de agosto de 1866, San Luis, Misuri) fue un oficial militar en el Reino de Prusia y de los Estados Unidos, siendo también periodista, político y revolucionario marxista.
Al principio se convirtió en un partidario del "verdadero socialismo", en 1845-46, seguidor de Karl Marx y Friedrich Engels. Fue miembro de la Liga de los Comunistas. De 1849 a 1851 encabece su capítulo Fráncfort. Visitó a Marx en Bruselas, quedándose allí por un tiempo para asistir a las conferencias de Marx. Participó en la revolución de 1848. Fue uno de los "editores responsables" de la Neue Rheinische Zeitung de 1849 a 1850. Estuvo involucrado en la escritura del manuscrito de la Deutsche Ideologie (Ideología alemana).
Trabajó en dos periódicos socialistas, los cuales eran el Westphälisches Dampfboot (El barco de vapor de Westfalia) y el Neue Rheinische Zeitung. En 1851 emigró de Alemania a los Estados Unidos y trabajó allí como periodista. El 18 Brumario de Luis Napoleón, escrito por Karl Marx, fue publicado en 1852 en "La Revolución", una revista mensual de lengua alemana en Nueva York, establecido por Weydemeyer.
Participó en la guerra civil de los EE. UU. como coronel en el ejército de la Unión.

## Biografía
Nacido en 1818, el mismo año que Karl Marx, fue el hijo de un funcionario prusiano que residía en Münster en Westfalia. Enviado a un gimnasio y a la Academia militar de Berlín,  recibió su comisión como Leutnant en la artillería prusiana (1. Westfälisches Feldartillerie-Regimiento Nr. 7) en 1838. A principios de su corta carrera,  se estableció en la ciudad Westfalia de Minden. Empezó a leer el periódico radical y socialista burgués Rheinische Zeitung, el diario de Colonia de cual Marx fue editor y la que fue suprimida por la censura prusiana en 1843. Pero inspiró a muchos soldados en el Renania y Westfalia. En la guarnición Minden, el papel a los revolucionarios inspirados como Fritz Anneke, August Willich, Hermann Korff y Friedrich von Beust, todo ellos, como Weydemeyer, se convertirán en los importantes Cuarenta-Eighters y después de aquellos oficiales del ejército de la Unión en la Guerra Civil.
El oficiales de izquierda en Minden formaron un círculo en el que Weydemeyer participó. También fue frecuentemente a Colonia y participó a discusiones de problemas sociales con los periodistas del Rheinische Zeitung. En 1844, renunció del ejército prusiano. Luego se convirtió en asistente editor del Trierische Zeitung, un diario qué defendía el falansterios de Charles Fourier y el verdadero socialismo de Karl Gruen. En 1845,  se unió al Westphaelische Dampfboot después de pagar una visita a Marx, exiliado en París. Marx, así como Engels, publicaba en el Dampfboot. El diario fue editado por Otto Luening en Bielefeld y Paderborn. La hermana de Luening, Luise se casó con Weydemeyer en 1845.

### 1848
Después de una segunda visita a Marx en Bruselas en 1846, Weydemeyer volvió a Alemania para organizar la Liga Comunista en Colonia. Esto fue la organización por la cual Marx y Engels escribieron el Manifiesto Comunista en 1847. Continúó trabajando en el Dampfboot. Al mismo tiempo,  hizo una carrera como ingeniero en construcción para el Ferrocarril Colonia-Minden, pero dejó el trabajo poco después del inicioen 1848 porque la compañía ordenó a sus empleados para quedarse fuera de la manifestación política.
Durante el resto del año,  fue un periodista revolucionario de tiempo completo. En junio de 1848, fue invitado a Darmstadt por el editor socialista C. W. Leske Para ser coeditor con Otto Luening del Neue Deutsche Zeitung. cerca de Fráncfort, donde la Asamblea Nacional alemana re reunía en el momento, el diario pretendió ser un vínculo en el ala izquierda de la Asamblea y el movimiento extra-parlamentario. Pero en 1849, los contrarrevolucionarios tuvieron éxito y el absolutismo prusiano aplastó el Parlamento de Fráncfort, la democracia armada en Baden y el Electorado del Palatinado y todos los periódicos democráticos. Neue Rheinische Zeitung desapareció bajo la censura y el Neue Deutsche Zeitung sobrevivió trasladándose de Darmstadt a Fráncfort en la primavera de 1849. El periódico sería finalmente prohibido en diciembre de 1850 por el senado de la ciudad. Weydemeyer permaneció en el país durante medio año, bajo tierra.
En julio de 1851, con su esposa y dos hijos,  viajó a Suiza, donde no encontró trabajo. El 27 de julio, escribió a Marx que no tuvo otra alternativa que viajar a los Estados Unidos. En su respuesta a Weydemeyer, Marx recomienda Nueva York por su poblamiento, un sitio donde Weydemeyer podría tener la posibilidad de crear un diario revolucionario de habla alemana. Al mismo tiempo, fue, en la idea de Marx, la ciudad donde los inmigrantes tenían menos probabilidades de ser tocados por las aventuras del Lejano Oeste. Marx también remarcó que los Estados Unidos serían un país difícil para el desarrollo del socialismo, el superávit de población,atraído por las granjas y la prosperidad de rápido crecimiento del país, los alemanes  rápidamente americanizados y olvidados de su patria. Weydemeyer y su familia navegó desde Le Havre el 29 de septiembre de 1851, y llegó a Nueva York el 7 de noviembre.

### Nueva York

#### Un periodista marxista

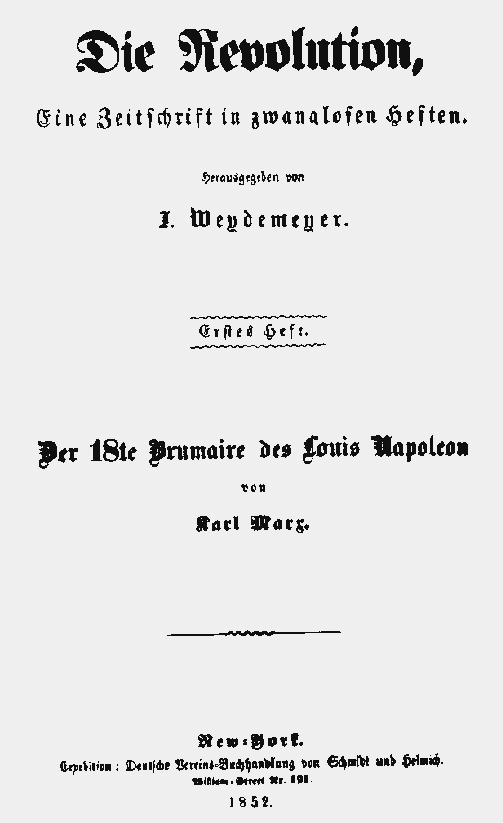
Revolución muerta

En diciembre de 1851, publicó un periódico, denominado La Revolución, un diario revolucionario de lengua alemana, cuyo propósito era exponer la lucha de clase en el Viejo Mundo. El diario fue publicado por primera vez el 6  de junio pero fue suspendido el 13 de enero. En una carta a Marx al final de enero,  atribuyó su fracaso  al efecto corruptor en las personas de la tierra norteamericana. También señaló el predominio de la ideología nacionalista burgués liberal sobre el pueblo, entre ellos Gottfried Kinkel y Lajos Kossuth. Los inmigrantes alemanes se mostraron sensibles ante las ideas de Marx y el análisis de la derrota de las revoluciones de 1848 y del triunfo de reacción europea. En primavera de 1852, Weydemeyer le dio a Marx El 18 Brumario de Luis Bonaparte como número final de Revolución muerta, después de arreglar para la publicación de Engels Guerra Villana en Alemania en el viaje Nueva York-Zeitung entre enero de 1852 y febrero de 1853.
Comenzó a escribir en el Turn-Zeitung sobre diferentes asuntos políticos, como la aversión americana a la dictadura del proletariado, llamando a los liberales estadounidenses para una elección libre en Europa y su silencio sobre las condiciones de los trabajadores, la inmadurez política de los cuarenta y ocho quienes juntaron dinero en los Estados Unidos para fomentar una revolución en Europa. En resumen,  escribió muchos artículos qué contraponía el marxismo a liberalismo para los inmigrantes alemanes. Las ediciones de julio del Turn-Zeitung,  empezó un debate de asuntos laborales del país y el debate del libre comercio versus el de protección, donde tomó su tradicional posición marxista tradicional para el desarrollo industrial.
En el Turn-Zeitung del 1 de septiembre, Weydemeyer analizó la relación entre el algodón australiano y esclavitud estadounidense. El desarrollo del monopolio norteamericano en el mercado mundial, en su punto de vista, promueve el aumento de desarrollo económico nacional más que regional y el aumento de los partidos nacionales en política más nacional que regional. Vio el cambio de una dependencia agrícola sobre el industrial a una dependencia industrial sobre el anterior.
En el Turn-Zeitung del 15 de noviembre, Weydemeyer escribió una crítica de la campaña de elección de 1852, destacando la ausencia de asuntos laborales en las conferencias del Whig y los partidos Demócratas. En diciembre, en la segunda parte de la Encuesta sobre Política Económica,  intentó proyectar una plataforma de la mano de obra del país. Se puso de importancia la condición de los trabajadores a gran escala política así como económica, e instó los trabajadores para adoptar el internacionalismo.

#### La fundación de la Liga de Trabajadores norteamericana
Con cuatro de sus amigos, formó una pequeña organización, la primera organización marxista en los Estados Unidos, formadose en el verano de 1852. El grupo, llamado Proletarierbund, ganó la atención de inmigrantes alemanes con una organizada reunión el 20 de marzo de 1853, en Nueva York, donde ochocientos americanos alemanes se reunieron en la Sala de Mecánicos y fundó la Liga de Trabajadores americana.
Esto era una organización de funciones sindicales y de partidos mixtos, y presentó un programa de asuntos inmediatos para la clase obrera y el objetivo socialista al mismo tiempo. El programa era la inmediata naturalización de todos los inmigrantes quienes deseaban obtener la ciudadanía americana, favorecimiento más federal que del estado, legislación de trabajo, pago garantizado de los salarios a los obreros declarados en bancarrota, asunción por parte del gobierno de todos los costes de litigio con la libre elección de un abogado, reducir el horario laboral a diez horas, prohibición de mano de obra infantil bajo la edad de dieciséis años, educación obligatoria con mantenimiento del gobierno para niños cuyas familias son demasiado pobres, que no se trabaje el día domingo y templanza, para la formación de matrículas universitarias y para adquisición estatal de existir universidades privadas, mantener las tierras nacionales en la frontera inalienable, etc. Junto a las inmediatas demandas, el programa de la Liga declaró algunos principios revolucionarios. El preámbulo acusó a los capitalistas de las pésimas condiciones de los trabajadores, la necesidad de un partido político independiente para los trabajadores, "sin respetar la ocupación, lengua, color o sexo", y la tarea de derrocar el liderazgo capital con ella como manera de solucionar problemas sociales y políticos. También aprendió sobre la Constitución de los Estados Unidos de los Padres de la Patria.
La Liga de Trabajadores americana funcionó por varios años bajo un comité central hecho de delegados de salas clubes y sindicatos. Miembro de su comité, Weydemeyer ampliar la influencia de la Liga a alemanes no estadounidense, pero la Liga sirvió principalmente como una recreación alemana y sociedad de ayuda mutua, al margen de los trabajadores de habla inglesa. Cuando en el contexto de la agitación Know-Nothing, en 1855, los miembros empezaron a formar una organización militar secreta para defenderse de los ataques nativistas, Weydemeyer se retiró de la Liga. Se dedicó a estudiar la economía norteamericana y escritura y lectura de ideas marxistas.

### Guerra de Secesión
Cuando el país se dirigía hacia una guerra civil, los estadounidenses alemanes jugaron una parte importante en la aparición del Partido Republicano, como hizo Weydemeyer, quién era uno los hombres quién dirigió la comunidad alemana hacia los Republicanos y la causa antiesclavista. Su posición para los Republicanas era compatible con la influencia de los radicales laborales más destacados de la época, como Wilhelm Weitling. William Sylvis, dirigiendo al recién creado sindicato indígena, no se comprometió en la política Republicana, pero mostró su aprobación para su programa en varios comentarios publicados por Dado Welt.
El Partido Republicano obtuvo también influencia a través del movimiento de tierra libre. Según su opinión marxista contra la parcelación de tierras del gobierno a pequeños labradores, Denunció la agitación de la Ley de Asentamientos Rurales en 1854 por ser contraria a los intereses de los trabajadores y estaba a favor de los latifundistas. Pero en la década de 1860, junto con otros Republicanos alemanes,  inste el partido para hacer campaña para "la aprobación inmediata del Congreso de una ley agrícola por el cual las tierras públicas de la Unión pueden ser aseguradas para granjas del pueblo, y se asegurna de la codicia de los especuladores." Abandonó el movimiento de tierra libre y cambio de posición sobre aquel asunto no fue por una posición para el movimiento de tierra libre como progreso social (como la aprobación de Hermann Kriege en este movimiento en 1845), sino una cuestión de táctica, respaldando el movimiento de tierra libre en aquel momento siendo un apoyp contra la esclavitud, el asunto principal en el tiempo en su opinión.
Poco después cayó la Liga de Trabajadores americana, Weydemeyer dejó Nueva York y se estableció en el Medio Oeste, donde vivió por cuatro años, primero en Milwaukee y luego en Chicago, donde trabajó de periodista y también como topógrafo. Intente establecer en Chicago, otro dario del obrero alemán independiente, y contribuido al Illinois Staats-Zeitung, un diario republicano alemán famoso del Medio Oeste. Participó en las conferencias Deutsches Haus de sociedades alemán-norteamericanas en Chicago en mayo de 1860 para influir al grupo y a los candidatos de la convención Republicana. Volvió a Nueva York al final de 1860,  encontró trabajo como topógrafo del Central Park y estuvo activo en la campaña de elección para Abraham Lincoln. Ocho meses más tarde,  se unió al ejército.
Gracias a su fondo como oficial militar prusiano y topógrafo,  se convirtió en un asesor técnico del personal del general John C. Frémont., comandante del departamento del Oeste. Fue superintendente de la construcción de diez fuertes alrededor de St. Louis. Después de que Frémont fue sacado de su orden en noviembre de 1861, Weydemeyer fue ascendido a teniente coronel y al mando de un regimiento de artillería de voluntarios de Misuri qué tuvo el campo contra las guerrillas confederadas en el sur de Misuri en 1862. Al final del año,  fue hospitalizado por un trastorno nervioso y transferido a servicios en la guarnición en St. Louis, el cual dejó en septiembre de 1863.
Estuvo políticamente activo en Misuri, Weydemeyer afrontaba dos asuntos principales: la extensión de la emancipación a Misuri y la prevención de una ruptura entre la facción Lincoln y Frémont del Partido Republicano. A pesar de su compasión propia por la posición recta de Frémont,  intentó conciliar las facciones y mantener seguro la victoria en las elecciones de 1864 y en la guerra. En septiembre de 1864, se unió al ejército cuando coronel de los cuarenta primeros voluntarios de la infantería de Misuri cobraron con la defensa de St. Louis. Mientras hacía su deber militar,  distribuyó copias de la Dirección Inaugural de la Asociación del trabajador internacional, intercambiando cartas con Engels en asuntos militares y políticos, contribuidos a periódicos locales, como el Diarios St Louis Prensa donde escribió un editorial que saluda fundando la Primera Internacional. En julio de 1865, él desmovilizó su regimiento y dejó el Ejército.
Al final de la guerra,  empezó a escribir regularmente para el Westliche Post y el Neue Zeit, dos periódicos de St. Louis. Ganó la elección como auditor del condado, ocupando su oficina del 1 de enero de 1866 hasta su muerte. Trabajó para hacer leyes de impuestos más duros y recogiendo impuestos sin pagar, de hombres que utilizaron la guerra para enriquecerse. El mismo día, 26 de agosto de 1866, que William S. Sylvis inauguró el Sindicato Nacional en Baltimore, falleció Joseph Weydemeyer de cólera en St. Louis, Misuri a la edad de 48 años.